# 康奈尔 (华盛顿州)
康奈尔（英文：Connell），是美国华盛顿州富兰克林县下属的一座城市。根据 2000年美国人口普查，该市有人口2,956人。根据2010年美国人口普查，该市有人口4,209人。而2011年估计该市有5,276人。